# Hévizi Ottó (író)
Hévizi Ottó (Budapest, 1959. április 6. –) filozófus, esztéta, író.

## Rövid életrajz
1978 és 1983 között a JATE magyar-történelem szakára járt. 1987–2012 között a Lukács Archívum ösztöndíjasa, majd kutatója. 2009-ben az MTA doktora.
1990-től oktat a Debreceni Egyetem Filozófia Tanszékén.

## Curriculum vitae
- 2015 Az MTA BTK Fil. Kutatóintézet tudományos tanácsadója
- 2015 Az MTA vezetése visszahelyezteti az MTA BTK Fil. Kutatóintézetbe
- 2012-2014 Az MTA Könyvtár Gyűjteményszervezési Osztályának dolgozója
- 2011 Az MTA Fil. Kutatóintézet igazgatója alkalmatlannak nyilvánítja és áthelyezteti
- 2009-2010 Az MTA Fil. Kutatóintézet igazgatótanácsának tagja
- 2009 A Magyar Filozófiai Szemle szerkesztőtanácsának tagja
- 2009 Részmunkaidős egyetemi tanár a Debreceni Egyetem Fil. Intézetében
- 2009 Az MTA doktora
- 2006-2009 Az MTA Fil. Kutatóintézet Lukács Archívumának vezetője
- 2004 Habilitáció
- 2004-2008 Félállású docens a BDTF Társadalomelméleti Tanszékén
- 2001-2003 OTKA-pályázat témavezetése (A tragédia mint a filozófia önértelmezése)
- 2000-2003 Széchenyi Professzori Ösztöndíj
- 1999-2000 K+F-pályázat témavezetése (Nietzsche Zarathustrájának kommentált kiadása)
- 1999-2000 Eötvös-ösztöndíjjal tanulmányutak Olaszországban
- 1996 Docens a Kossuth Lajos Tudományegyetem Filozófia Tanszékén
- 1996 A filozófiai tudomány kandidátusa
- 1994 A Horror Metaphysicae (később: Gutenberg tér) c. könyvsorozat szerkesztője
- 1992-2000 A Gond c. filozófiai esszéfolyóirat szerkesztője
- 1991 A Lukács Archívum munkatársaival együtt átkerül az MTA Könyvtár állományába
- 1990 Oktató a Kossuth Lajos Tudományegyetem Filozófia Tanszékén
- 1989 Az MTA Fil. Intézet Lukács Archívumának tudományos kutatója
- 1989-1991 A Nappali ház c. kulturális-művészeti szemle szerkesztője
- 1987-től Az MTA Filozófiai Intézet Lukács Archívumának ösztöndíjasa
- 1983-1987 A budapesti Berzsenyi Dániel Gimnázium tanára
- 1983 Diploma a szegedi József Attila Tudományegyetem bölcsészkarán
- 1973-1977 Gimnáziumi tanulmányok a budapesti Berzsenyi Dániel Gimnáziumban

## Könyvek
- 1991 - Szilénosz-gyakorlatok: 6+4 írás
- 1994 - Alaptalanul : gondolatformák a századfordulón
- 1997 - Miért ne hinnéd hiába?
- 2004 - A megfontolás rítusai: tanulmány az autochton ítélkezésről
- 2004 - Ottlik - Veduta (Társszerző: Jakus Ildikó)
- 2007 - Prózaibb változat: idők, etikák, karakterek
- 2013 - Idő és szinkretizmus: (állandó tekintettel Nietzschére)